# Parasietenwaan
Parasietenwaan, ook wel infestatiewaan en het syndroom van Ekbom, is een waanstoornis en een psychotische aandoening waarbij de lijder ten onrechte overtuigd is van een (onderhuidse) besmetting met parasieten, insecten of beestjes. Het gaat vaak gepaard met tactiele hallucinaties en formicatie, ofwel het gevoel dat er beestjes onder de huid kruipen.
Het is een psychiatrische aandoening die wordt gekenmerkt door een standvastige, maar valse overtuiging dat een huidinfestatie bestaat. Er bestaan wel huidaandoeningen die zich kenmerken door huidinfestaties, waaronder Demodex, maar deze zijn identificeerbaar door middel van lichamelijk onderzoek en laboratoriumonderzoek.

## Naamgeving
De alternatieve term voor parasietenwaan, het syndroom van Ekbom, is afgeleid van de naam van Karl-Axel Ekbom, een Zweedse neuroloog. De aandoening houdt geen verband met de ziekte van Willis-Ekbom, ook wel het rustelozebenensyndroom.

## Differentiële diagnose
Wanneer er sprake is van dergelijke lichamelijke sensaties zonder dat er sprake is van een waanachtige overtuiging dat er zich ook daadwerkelijk parasieten in de huid bevinden, kan er sprake zijn van paresthesieën.